# South Komelik
South Komelik statisztikai település az USA Arizona államában, Pima megyében. Lakosainak száma 176 fő (2020. április 1.).

## Népesség
A település népességének változása:

| 2010 | 111 |
| 2020 | 176 |